# Thelypteris pacifica
Thelypteris pacifica är en kärrbräkenväxtart som beskrevs av C. Reed. Thelypteris pacifica ingår i släktet Thelypteris och familjen Thelypteridaceae. Inga underarter finns listade.